# Chima
Chima est une municipalité située dans le département de Santander en Colombie.